# Komorní orchestr

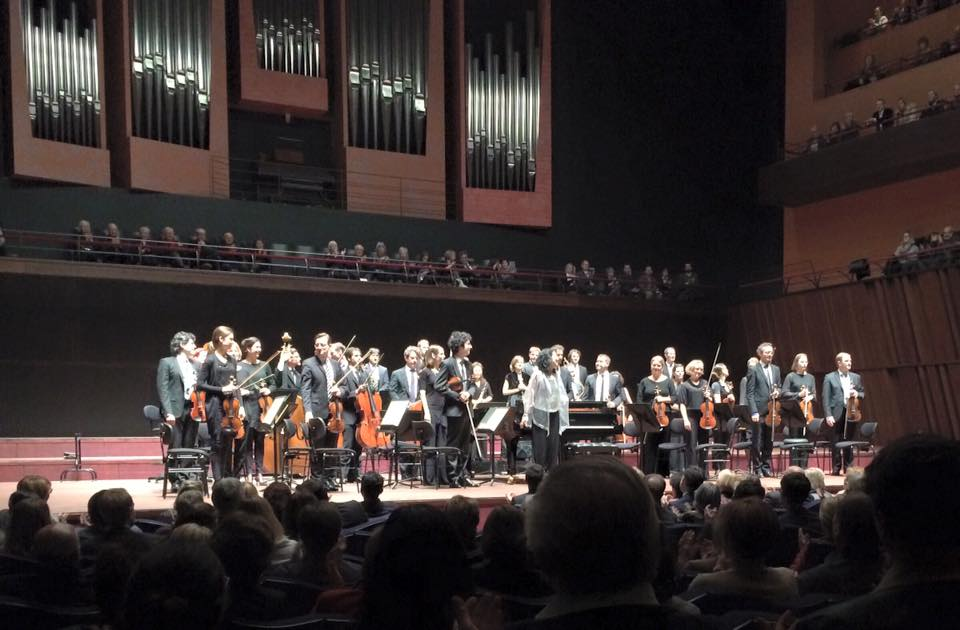
Komorní orchest vystupuje na svém koncertě

Komorní orchestr je hudební těleso (hudební soubor), který je určen k interpretaci komorní hudby, ale nejen jí. Komorní orchestry představují určitý přechod mezi komorní hudbou a orchestrální hudbou, počty členů velkým komorních orchestrů mohou dosahovat i 30 a více hudebníků. Velké komorní orchestry, na rozdíl od malých komorních souborů, které obvykle hrají ve 2 až 9 lidech, mívají své dirigenty (přestože velmi kvalitní komorní orchestry často dokáží dobře interpretovat hudbu i bez dirigenta). Jejich repertoár tvoří, kromě komorní hudby, buďto hudba přímo zkomponovaná pro tento typ orchestru, případně vhodně upravená (instrumentovaná) symfonická či jiná vážná hudba.
Z důvodů menší technické i provozní náročnosti bývají komorní orchestry často zřizovány například při hudebních školách jako studentské orchestry, mohou být provozovány i ve formě zájmové umělecké činnosti amatérsky nebo poloamatérsky apod.

## Nejznámější české komorní orchestry
- Český komorní orchestr
- Janáčkův komorní orchestr
- Komorní orchestr Jaroslava Kociana
- Komorní orchestr Pavla Haase
- Opavský studentský orchestr
- Pražský komorní orchestr
- Sukův komorní orchestr
- Talichův komorní orchestr
- Pražský komorní kytarový orchestr